# За кого бие камбаната (филм)
„За кого бие камбаната“ (на английски: For Whom the Bell Tolls) е американски игрален филм - исторически драматичен епос, излязъл по екраните през 1943 година, режисиран от Сам Ууд с участието на Гари Купър и Ингрид Бергман в главните роли. Сценарият, написан от Дъдли Никълс, е адаптация по едноименния роман на Ърнест Хемингуей. „За кого бие камбаната“ е от първите цветни филми.

## Сюжет
Произведението представя събития от времето на гражданската война в Испания през 1930-те години. Робърт Джордан (Купър), млад доброволец към интернационалните бригади включени в конфликта, има за задача да взриви мост по време на една атака към град Сеговия.

## В ролите
| Актьор            | Роля              |
| ----------------- | ----------------- |
| Гари Купър        | Робърт Джордан    |
| Ингрид Бергман    | Мария             |
| Аким Тамиров      | Пабло             |
| Катина Паксино    | Пилар             |
| Артуро де Кордова | Агустин           |
| Владимир Соколов  | Анселмо           |
| Михаил Разумни    | Рафаел            |
| Фортунио Бонанова | Фернандо          |
| Ерик Фелдари      | Андрес            |
| Виктор Варкони    | Примитиво         |
| Джоузеф Калея     | Ел Сордо          |
| Александър Гранач | Пако              |
| Дънкан Реналдо    | лейтенант Берендо |
| Лило Ярсон        | Хоакин            |

## Продукция
Хемингуей лично избира Купър и Бергман за изпълнители на главните роли. Продукцията е изключително успешна във финансов аспект, оглавявайки боксофис класацията за 1943 година с над 11 милиона долара приходи.

## Награди и Номинации
Филмът е сред основните заглавия на 16-ата церемония по връчване на наградите „Оскар“ с номинации за награда в 9 категории, включително за „най-добър филм“ и всичките четири актьорски категории, печелейки Оскар за най-добра поддържаща женска роля за гръцката актриса Катина Паксино. Тя, заедно с колегата си от арменски произход Аким Тамиров, са отличени и с награди „Златен глобус“ в същата категория.

## Галерия
Изпълнителите номинирани за награда „Оскар“ в категориите за главни и поддържащи роли.
| Гари Купър (Робърт Джордан) номинация за главна роля | Ингрид Бергман (Мария) номинация за главна роля | Аким Тамиров (Пабло) номинация за поддържаща роля | Катина Паксино (Пилар) „Оскар“ за поддържаща роля |
| ---------------------------------------------------- | ----------------------------------------------- | ------------------------------------------------- | ------------------------------------------------- |
|                                                      |                                                 |                                                   |                                                   |